# Isla Bantoncillo
Isla Bantoncillo es una isla deshabitada en la provincia de Romblon en el país asiático de las Filipinas. Es parte del municipio de Bantón. Bantoncillo es una palabra española que hace referencia al tamaño de la isla (Pequeño Bantón o Bantoncillo para diferenciarlo de la cercana isla Bantón).